# 1780
Évszázadok: 17. század – 18. század – 19. század
Évtizedek: 1730-as évek – 1740-es évek – 1750-es évek – 1760-as évek – 1770-es évek – 1780-as évek – 1790-es évek – 1800-as évek – 1810-es évek – 1820-as évek – 1830-as évek
Évek: 1775 – 1776 – 1777 – 1778 –  1779 – 1780 – 1781 – 1782 – 1783 – 1784 – 1785

## Események

### Határozott dátumú események
- január 1. – Pozsonyban megjelenik az első magyar nyelvű hírlap, a Magyar Hírmondó.[1]
- augusztus 10. - Az Egyetemi Könyvtár köteles példány jogot kap.[2]
- november 18. – Peruban a sangararái csatában(wd) II. Tupac Amaru vezetésével az indián felkelők legyőzik a spanyol sereget.[3]
- november 29. – Mária Terézia halálával II. József egyeduralkodóvá lesz a Habsburg Birodalomban.[4]

### Határozatlan dátumú események
- május: Tessedik Sámuel mezőgazdasági gyakorlati iskolát létesít Szarvason.[5]

## Születések
- január 10. – Martin Hinrich Carl Lichtenstein német orvos, felfedező, botanikus és zoológus († 1857)
- február 19. – Esterházy Alajos alezredes, kamarás és mecénás († 1868)
- március 10. – Takács Éva, író, Karacs Ferenc rézmetsző felesége († 1845)
- március 26. – Julius Eduard Hitzig, német kriminalista, jogász, író († 1849)
- június 1. – Carl von Clausewitz, porosz katona, hadtörténész († 1831)
- június 2. – Gorove László, író, az MTA tagja († 1839)
- június 15. – Theodor Baillet von Latour, osztrák hadügyminiszter († 1848)
- június 16. – Ludwig von Welden, császári és királyi táborszernagy († 1853)
- július 3. – Lieder Frigyes, német származású portré- és miniatúrafestő, litográfus († 1859)
- augusztus 19. – Pierre-Jean de Béranger, francia költő († 1857)
- szeptember 18. – Dugnicsán János, pécs-egyházmegyei katolikus pap, költő († 1836)
- szeptember 28. – Élie Decazes, herceg, államférfi, Franciaország negyedik miniszterelnöke († 1860)
- november 8. – Ürményi Ferenc, fiumei kormányzó, koronaőr, az MTA tagja († 1858)
- december 13. – Johann Wolfgang Döbereiner német kémikus († 1849)

## Halálozások
- február 14. – William Blackstone, angol jogász és író (* 1723)
- július 4. – Károly Sándor lotaringiai herceg, császári-királyi tábornagy, Németalföld osztrák császári főkormányzója és főkapitánya (* 1712)
- augusztus 3. – Étienne Bonnot de Condillac, francia filozófus (* 1715)
- november 29. – Mária Terézia, osztrák uralkodó főhercegnő, magyar és cseh királynő, a Habsburg–Lotaringiai-ház ősanyja[1] (* 1717)
- december 12. – Fellner Jakab, építész (* 1722)